# 北ブトン県
北ブトン県 (きたブトンけん、インドネシア語: Kabupaten Buton Utara)は、インドネシアの南東スラウェシ州に位置する県。県都はブランガ。
2007年の第14号法に基づいてブトン県から分離された。2014年1月の調査では面積は1,864.91 km2、人口見積もりは59,281人であった。
ブトゥン島北部などからなる。一部の地域はかつて存在したブトン・スルタン国に属しており、ブトゥン島南部のバウバウを守る防衛の拠点となっていた。

## 自治体
県は6の郡（kecamatan）からなり、2010年の調査では人口は以下のようであった
| 名称                            | 人口 2010年 |
| ------------------------------- | ----------- |
| Bonegunu                        | 7,727       |
| Kambowa                         | 6,224       |
| Wakorumba                       | 6,513       |
| Kulisusu                        | 20,652      |
| Kulisusu Barat (West Kulisusu)  | 5,823       |
| Kulisusu Utara (North Kulisusu) | 7,797       |